# Cosmoleptus
Cosmoleptus is een geslacht van wantsen uit de familie van de Alydidae (Kromsprietwantsen). Het geslacht werd voor het eerst wetenschappelijk beschreven door Stål in 1873.

## Soorten
Het genus bevat de volgende soorten:

- Cosmoleptus bakeri Ahmad, 1965
- Cosmoleptus limbaticollis (Stål, 1865)
- Cosmoleptus sumatranus Blöte, 1934